# Норрис, Кристофер
Кристофер Чарльз Норрис (англ. Christopher Charles Norris; род. 06.11.1947, Лондон) — британский философ и литературный критик.
Профессор Кардиффского университета.
Окончил Лондонский университет (1970) с первоклассной степенью бакалавра искусств с отличием.
Степень доктора философии по английскому языку получил в Университетском колледже Лондона в 1975 году.
В 1974—1976 гг. преподавал в Германии.
С 1978 г. лектор Кардиффского университета, с 1985 года профессор английского языка, с 1991 г. — философии, с 1998(7?) года заслуженный профессор-исследователь.
Был приглашённым работником Беркли, Городского университета Нью-Йорка, Дартмунт-колледжа.
Поёт в хоре.
Автор более тридцати книг (на 2015 год).
Автор стихов.
Автор книги о творчестве Ж. Дерриды.
С 1971 года женат, дети.